# Cubocephalus occidentalis
Cubocephalus occidentalis är en stekelart som först beskrevs av Léon Abel Provancher 1875.  Cubocephalus occidentalis ingår i släktet Cubocephalus och familjen brokparasitsteklar. Utöver nominatformen finns också underarten C. o. totus.